# Santa Ana (Manila)
Santa Ana  es uno de los dieciséis distritos de la ciudad de Manila en la República de Filipinas. Se encuentra al sureste de la ciudad, limitando con Mandaluyong y Makati al este, los distritos de Paco y Pandacan al oeste y Santa Mesa al norte. Es parte del sexto distrito del Congreso de Manila, con treinta y cinco barangays. Según el censo nacional de 2020, el distrito tiene una población de 203.598.

## Geografía
El Distrito de San Miguel está geográficamente ubicado en ambas márgenes del río Pasig que lo atraviesa, lindando al norte con Pandacán y Santa Mesa; al sur con San Andrés; al sur y al este con la ciudad de Mandaluyong;  y al oeste con Pandacán, Paco y San Andrés.

## Historia
El nombre original de Santa Ana antes de la llegada de los conquistadores españoles era Namayan, pequeño asentamiento cuyos últimos gobernantes registrados fueron Lakan Tagkan o Lacantagean, y su esposa la Reina Buwan o Bouan ("Luna"). El dominio del reino musulmán se extendía desde lo que ahora es Mandaluyong, Makati, Pasay y los distritos de Manila de Pandacan y Pandacan .
Los españoles otorgaron el área a los misioneros franciscanos, quienes fueron los primeros en establecer una misión más allá de los muros de Intramuros, la sede del poder colonial español en Manila, en 1578. Cuando los misioneros franciscanos preguntaron a los indígenas el nombre de la zona, estos respondieron con "sapa" (marismas), en referencia a las orillas del río Pasig, de modo que los misioneros llamaron al sitio Santa Ana de Sapa.
La iglesia (el Santuario Nacional de Nuestra Señora de los Desamparados), tal como está hoy se comenzó a construir en 1720.

### Barangayes
Santa Ana se divide administrativamente en 34 barangayes o barrios, todos de  carácter urbano.
| Zona     | Barangay                                          |
| -------- | ------------------------------------------------- |
| Zona 95  | Barangay 866                                      |
| Zona 96  | Barangays 873, 874, 875, 876, 877, 878, 879 y 880 |
| Zona 97  | Barangays 881, 882, 883, 884, 885 y 886           |
| Zona 98  | Barangays 887, 888, 889, 890 y 891                |
| Zona 99  | Barangays 892, 893, 894, 895, 896 y 897           |
| Zona 100 | Barangays 898, 899, 900, 901, 902, 903, 904 y 905 |

| Zona/Barangay | Superficie (km²) | Población (censo 2020) |
| Zona 95       |                  |                        |
| Barangay 866  | 0.01576 km²      | 3,835                  |
| Zona 96       |                  |                        |
| Barangay 873  | 0.04078 km²      | 1,248                  |
| Barangay 874  | 0.04875 km²      | 2,016                  |
| Barangay 875  | 0.03084 km²      | 1,022                  |
| Barangay 876  | 0.03571 km²      | 574                    |
| Barangay 877  | 0.02952 km²      | 1,813                  |
| Barangay 878  | 0.02234 km²      | 960                    |
| Barangay 879  | 0.04265 km²      | 538                    |
| Barangay 880  | 0.06063 km²      | 3,417                  |
| Zona 97       |                  |                        |
| Barangay 881  | 0.04342 km²      | 2,325                  |
| Barangay 882  | 0.02236 km²      | 1,298                  |
| Barangay 883  | 0.04969 km²      | 2,199                  |
| Barangay 884  | 0.08407 km²      | 2,216                  |
| Barangay 885  | 0.03186 km²      | 623                    |
| Barangay 886  | 0.02229 km²      | 384                    |
| Zona 98       |                  |                        |
| Barangay 887  | 0.03603 km²      | 665                    |
| Barangay 888  | 0.06486 km²      | 837                    |
| Barangay 889  | 0.06137 km²      | 864                    |
| Barangay 890  | 0.08729 km²      | 1,049                  |
| Barangay 891  | 0.03948 km²      | 760                    |
| Zona 99       |                  |                        |
| Barangay 892  | 0.02831 km²      | 1,144                  |
| Barangay 893  | 0.05407 km²      | 662                    |
| Barangay 894  | 0.03810 km²      | 1,885                  |
| Barangay 895  | 0.02078 km²      | 556                    |
| Barangay 896  | 0.1293 km²       | 1,265                  |
| Barangay 897  | 0.06728 km²      | 2,166                  |
| Zona 100      |                  |                        |
| Barangay 898  | 0.05976 km²      | 7,596                  |
| Barangay 899  | 0.01649 km²      | 1,562                  |
| Barangay 900  | 0.06506 km²      | 8,851                  |
| Barangay 901  | 0.007530 km²     | 1,610                  |
| Barangay 902  | 0.01187 km²      | 1,328                  |
| Barangay 903  | 0.02617 km²      | 3,691                  |
| Barangay 904  | 0.01326 km²      | 1,797                  |
| Barangay 905  | 0.1631 km²       | 7,385                  |

## Puntos de interés

### Iglesia de Nuestra Señora de los Desamparados (Santa Ana)
La Iglesia de Santa Ana se encuentra en el sitio de la primera misión franciscana establecida fuera de Manila en 1578. El edificio actual se construyó bajo la supervisión del padre franciscano Vicente Inglés, siendo colocada la piedra fundamental el 12 de septiembre de 1720 por Francisco de la Cuesta, entonces Arzobispo de Manila y Gobernador General Interino de Filipinas.
A comienzos del siglo XVIII fray Inglés había estado en Valencia, España, donde tomó la devoción local de Nuestra Señora de los Desamparados. En 1713 decidió hacer una copia de esta imagen para la Parroquia de Santa Ana, que estaba en construcción cerca de Manila. El fraile llevó consigo la réplica Filipinas en 1717. La imagen se venera en Santa Ana desde entonces. Con el tiempo, la parroquia se hizo conocida como Nuestra Señora de los Desamparados, pero Santa Ana, la patrona original, no ha sido olvidada: una imagen suya con la niña María a su lado todavía se encuentra en un nicho directamente encima de la imagen de Nuestra Señora de los Desamparados que el Padre Vicente trajo de Valencia.
Con el desarrollo del turismo patrimonial y el apoyo de las fundaciones Lola Grande y Santiago, el templo fue declarado bien patrimonial. Esto significa que no se puede alterar o demoler ninguna estructura en el área.

### Casa Patrimonial de Lichauco
Construcción de mediados del siglo XIX, que en el siglo XX perteneció al abogado y diplomático Marcial Lichauco.

### Casa Pascual (movimiento moderno)
La Casa Pascual está ubicada en la calle Dr. M.L. Carreón 2138. Al igual que varias casas más antiguas y destacadas del distrito, disfruta de la vista del cercano río Pasig, que se encuentra al este, así como del Estero de Pandacan, más arriba, al noreste.
El método de construcción es una mezcla de hormigón armado, mampostería y madera. Destacan del exterior tres pilones de hormigón armado en la fachada de la casa y el mirador o atalaya que adorna el macizo esquinero. Los elementos de diseño verticales y horizontales complementan la edificación. En el interior destacan los armarios empotrados, las hornacinas y las bóvedas. Todos están en forma geométrica estilizada. Toda la planta baja está revestida con tejas “Machuca”. En el segundo piso, paneles de ventilación estilizados geométricos con las iniciales del propietario original (A.V.) embellecen los tabiques de las paredes. Los accesorios de plomería son todos originales de la década de 1940.